# Xifratge de Vigenère
El  xifratge Vigenère  és un xifratge clàssic basat en diferents sèries de caràcters o lletres del xifratge de Cèsar formant aquests caràcters una taula, anomenada  taula de Vigenère , que s'usa com a clau. El xifratge de Vigenère és un xifratge polialfabètic i de substitució.
El xifratge Vigenère s'ha reinventat moltes vegades. El mètode original va ser descrit per Giovan Batista Belas en el seu llibre de 1553  La xifra del Sig Giovan Batista Belas . No obstant això, va ser incorrectament atribuït més tard a Blaise de Vigenère, concretament al segle xix, i per això encara se'l coneix com el "xifratge Vigenère".
Aquest xifratge és conegut perquè és fàcil d'entendre i implementar, a més sembla irresoluble, això el va fer valedor del sobrenom  el xifrat indesxifrable  ( li Chiffre indéchiffrable , en francès).

## Història
El primer xifratge polialfabètic va ser creat per Leone Battista Alberti cap a 1467 i feia servir un disc de metall per canviar entre els diferents alfabets del xifratge. El sistema d'Alberti només canviava entre alfabets després de moltes paraules, i els canvis s'indicaven escrivint la lletra del corresponent alfabet en el missatge xifrat. Més tard, el 1508, Johannes Trithemius, en el seu treball Poligraphia, va inventar la tabula recta, que és bàsicament la taula de Vigenère. Trithemius, però, només va proporcionar un progressiu, rígid i predictible sistema de canvi entre alfabets.

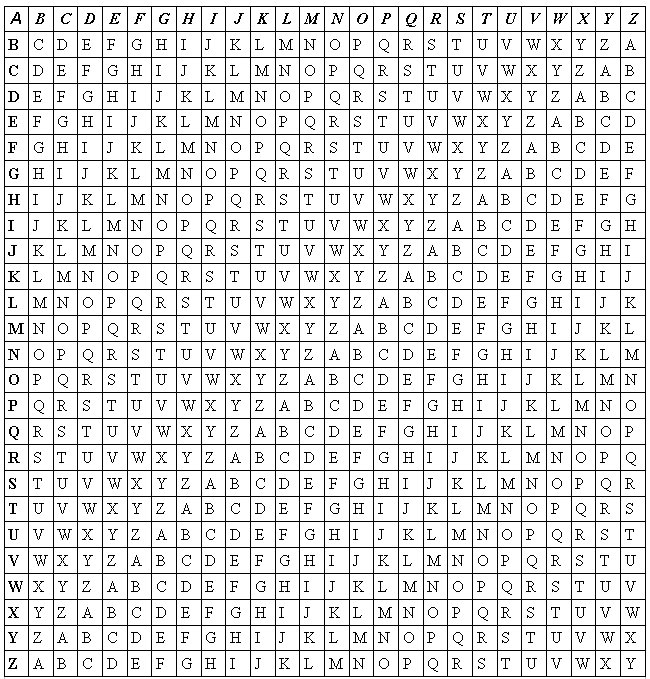
Taula de Vigenère.

El que ara es coneix com el xifratge de Vigenère va ser originalment descrit per Giovan Batista Belas en el seu llibre 1.533 La xifra del Sig Giovan Batista Belas, qui va construir el xifratge basant-se en la tabula recta de Trithemius, però va afegir una clau repetida per canviar cada caràcter entre els diferents alfabets.
Blaise de Vigenère va publicar la seva descripció d'un xifratge d'autoclau semblant, però més robust, abans del regnat d'Enric III de França, el 1586. Més tard, al segle xix, la invenció del xifratge va deixar d'atribuir-se a Vigenère.
El xifratge Vigenère va guanyar una gran reputació per ser excepcionalment robust. Fins i tot l'escriptor i matemàtic Charles Lutwidge Dodgson (Lewis Carroll) va dir que el xifratge Vigenère era irrompible en l'article "The Alphabet Cipher" per a una revista de nens. El 1917, "Scientific American" va descriure el xifratge Vigenère com impossible de trencar. Aquesta reputació va ser mantinguda fins que el mètode Kasiski va resoldre el xifratge en el segle xix i alguns criptoanalistes hàbils van poder trencar ocasionalment el xifratge en el segle xvi.
El xifratge Vigenère és prou simple si es fa servir amb discos de xifratge. Els Estats confederats d'Amèrica, per exemple, van utilitzar un disc de xifratge per a implementar el xifratge Vigenère durant la Guerra Civil Americana. Els missatges confederats van ser poc secrets, ja que els membres de la Unió solien desxifrar els missatges.
Gilbert Vernam va tractar d'arreglar el xifratge (creant el xifratge Vernam-Vigenère el 1918), però no importa el que fes, el xifratge continua sent vulnerable al criptoanàlisi. (No confondre amb el xifratge de Vernam)

## Funcionament
```
missatge: PARISVAUTBIENUNEMESSE
clau: LOUPLOUPLOUPLOUPLOUPL
criptograma: AOLXDJUJEPCTYIHTXSMHP

```

En termes matemàtics pot expressar com:
{\displaystyle Yi=(Xi+Zi)modT}
amb {\displaystyle Xi=P,A,R,I} i {\displaystyle Zi=L,O,U,P}, alternativament, sent {\displaystyle T} el nombre de lletres de l'alfabet.
S'observa que a una mateixa lletra en el text clar li poden correspondre diferents lletres en el text xifratge.
Encara que el xifratge de Vigenère va ser considerat segur durant segles, el Mètode Kasiski (1863) va aconseguir desxifrar.